# 1963 في الأرجنتين
فيما يلي قوائم الأحداث التي وقعت خلال عام 1963 في الأرجنتين.

## سياسة

### تعيين في المنصب
- 12 أكتوبر – ارتورو أمبرتو إيليا رئيس الأرجنتين.

### انتهاء فترة المنصب
- 12 أكتوبر – خوسيه ماريا غيدو رئيس الأرجنتين.

## كتب
من الكتب التي صدرت هذه السنة في الأرجنتين:
- 28 يونيو – الحجلة من تأليف خوليو كورتاثر.

## مواليد

### يناير
- 1 يناير – فيديريكو هاينز
- 1 يناير – ليوبولدو بريزويلا كاتب أرجنتيني.
- 31 يناير – خوسيه غابرييل فونيس

### فبراير
- 25 فبراير – دييغو بريتي ممثل أرجنتيني.
- 28 فبراير – جوستافو كوستاس

### مارس
- 13 مارس – فيتو بيز

### مايو
- 12 مايو – روبرتو أرغيو لاعب كرة مضرب أرجنتيني.

### يونيو
- 20 يونيو – خوسيه بازوالدو لاعب كرة قدم أرجنتيني.

### أغسطس
- 24 أغسطس – كلاوديو جارسيا مدرب، ولاعب كرة قدم أرجنتيني.

### أكتوبر
- 17 أكتوبر – سيرجيو غويكوتشيا لاعب كرة قدم أرجنتيني.

### نوفمبر
- 1 نوفمبر – سيرجيو هيرنانديز لاعب كرة سلة أرجنتيني.
- 4 نوفمبر – هوراسيو إليزوندو حكم كرة قدم أرجنتيني.

### ديسمبر
- 27 ديسمبر – غاسبار نوي

## وفيات

### نوفمبر
- 12 نوفمبر – خوسيه ماريا غاتيكا (مواليد 1925) ملاكم أرجنتيني.